# Filippo Benizi
Filippo Benizi eller Benizzi, född 15 augusti 1233 i Oltrarno, Florens, Italien, död 22 augusti 1285 i Todi, Italien, var en italiensk servitmunk och bekännare. Han var servitordens ordensgeneral från 1267 till sin död. Filippo Benizi vördas som helgon inom Romersk-katolska kyrkan. Hans festdag firas den 22 augusti.

## Biografi
Filippo Benizi föddes i en adlig familj i Florens. Han studerade filosofi i Paris och fysik och medicin i Padua och avlade doktorsexamen vid 20 års ålder. När han hade återvänt till Florens gick han i mässan i servitordens kyrka. Under bön uttryckte han en längtan att inträda i serviternas orden. Med tiden blev hans höga utbildning känd, och han prästvigdes och utsågs till assistent åt ordensgeneralen. När denne dog 1267, valdes Filippo till efterträdare. Han omformulerade ordens regel och grundade tillsammans med Giuliana Falconieri en kvinnlig gren av orden, de så kallade Mantellate.
På konklaven i Viterbo 1271 föreslog man Filippo Benizi som påvekandidat, men han önskade att leva i avskildhet och flydde därifrån. Några år senare avstod han även biskopstolen i Florens. 1274 närvarade han vid andra konciliet i Lyon där han gjorde ett mycket gott intryck genom sin vältalighet.
Filippo Benizi avled 1285 i Todi och har fått sitt sista vilorum i servitkyrkan i Todi. Han helgonförklarades 1671 av påven Clemens X. 
Kyrkan San Marcello al Corso i Rom innehas sedan 1369 av servitorden. Ett av kyrkans sidokapell är invigt åt Filippo Benizi; altarmålningen är utförd av Pier Leone Ghezzi.